# Fabio Artico
Fabio Artico (Venaria Reale, 9 dicembre 1973) è un dirigente sportivo ed ex calciatore italiano di ruolo attaccante.

## Caratteristiche tecniche
Punta centrale dall'elevata confidenza con il gol, forte fisicamente in carriera ha spesso battuto i calci di rigore e più volte indossato la fascia da capitano.

## Carriera

### Giocatore
Cresciuto nelle file della Juventus (dove viene impostato come centrocampista), arriva alle soglie della prima squadra, senza tuttavia esordire in Serie A. In seguito a un grave infortunio, nell'estate 1993 viene ceduto alla Pro Vercelli, dove viene impostato come prima punta dall'allenatore Codogno: con le Bianche Casacche vince lo Scudetto Dilettanti nella stagione 1993-1994, traguardo a cui contribuisce realizzando 10 reti. Rimane alla formazione vercellese fino al 1997, toccando un massimo di 14 reti nel campionato di Serie C2 1996-1997; dopo questo exploit passa all'Empoli, con cui debutta in Serie A il 14 settembre 1997 sul campo del Napoli. Nella sessione autunnale del mercato, dopo 2 presenze nella massima serie, viene prestato al Giulianova, in Serie C1, dove realizza 13 reti.

Artico in azione alla Ternana nella stagione 1999-2000

Rientrato brevemente a Empoli, nella stagione 1998-1999 passa alla Reggina, dove contribuisce con 15 reti alla prima promozione dei calabresi in Serie A. Nella stagione seguente viene acquistato dalla Ternana, contribuendo alla salvezza della squadra umbra in Serie B con 10 gol.
Prelevato dal Pescara, disputa 3 partite nel campionato di Serie B 2000-2001, prima di trasferirsi in prestito al Piacenza nel mercato autunnale; in Emilia realizza 7 reti come spalla del capocannoniere Nicola Caccia, conquistando nuovamente la promozione in Serie A. A fine stagione rientra al Pescara, nel frattempo retrocesso in Serie C1, e successivamente veste la maglia della SPAL per due stagioni, intervallate da una parentesi in Serie B al Messina.
Nel 2004, per motivi familiari, si riavvicina a casa, disputando una stagione nell'Ivrea, in Serie C2, e due nella Pro Patria, in Serie C1. Nel 2007 viene ingaggiato dall'Alessandria, in Serie D, con cui ottiene una promozione in Lega Pro Seconda Divisione e con cui, nel 2008-2009, ha disputato i play-off, diventandone nel frattempo il capitano. Nelle ultime stagioni viene impiegato con minore continuità, contribuendo comunque al raggiungimento dei play-off nel campionato di Lega Pro Prima Divisione 2010-2011.
Il 18 febbraio 2012, nel corso dell'anticipo serale di Lega Pro Seconda Divisione contro il Rimini nel quale si festeggiano i 100 anni dell'Alessandria, segna il primo gol nella vittoria dei Grigi, diventando quindi il primo marcatore del secondo secolo di vita di questa squadra. A fine stagione annuncia il ritiro dal calcio giocato, disputando la sua ultima partita il 6 maggio 2012 sul campo del Lecco.
Nel novembre 2015, dopo tre anni di stop, torna a giocare con l'Ivrea 1905, in Terza Categoria piemontese. Il 29 novembre realizza il suo primo gol della seconda esperienza eporediese nella vittoria per 3-1 contro l'Ivrea Montalto. Si ripeterà poi il 7 febbraio nel 4-1 contro lo Chambave, e a fine stagione la squadra ottiene la promozione in Seconda Categoria; nella stessa stagione conquista con gli arancioni la Coppa Piemonte battendo 4-2 il Bistagno.

### Dopo il ritiro
A partire da maggio 2012 risulta eletto come consigliere comunale presso la città di Alessandria, dove ha sostenuto la candidatura politica del sindaco Maria Rita Rossa. Dal 26 luglio dello stesso anno, la stessa Alessandria lo richiama per affidargli il ruolo di osservatore del club piemontese, nell'intento di trovare nuovi talenti e giocatori che possono essere segnalati e risultare interessanti per la società, in chiave futura.
Dal 1º luglio 2013 è il responsabile dell'area tecnica del Cuneo, ruolo che ricopre per una sola stagione. Dal 2017 diventa osservatore per la Juventus.
Il 3 giugno 2019 viene ingaggiato dall'Alessandria come nuovo direttore sportivo. Nel corso della stagione 2020-2021 sotto la sua gestione, la squadra arriva al secondo posto finale in campionato alle spalle del Como. Nei play-off l'Alessandria supera Feralpisalò ai quarti e AlbinoLeffe in semifinale, qualificandosi per la finale contro il Padova: dopo lo 0-0 dell'andata in trasferta e del ritorno in casa, i grigi si impongono ai tiri di rigore e ottengono la promozione in Serie B; il club alessandrino torna così in cadetteria dopo 46 anni. La stagione seguente la squadra piemontese, perdendo lo scontro diretto con il L.R. Vicenza all’ultima giornata, retrocede piazzandosi al terzultimo posto dopo essere stata sopra la zona play-out per buona parte della stagione.
Il 6 luglio 2023 viene ingaggiato dal Cesena come nuovo direttore sportivo. Il 30 marzo 2024, dopo la vittoria per 1-0 sul Pescara, con i romagnoli ottiene la promozione in Serie B e annessa vittoria del campionato con quattro giornate d'anticipo. L'11 giugno 2025 viene annunciato il suo addio al club.

## Statistiche

### Presenze e reti nei club
Statistiche aggiornate al 17 maggio 2012.
| Stagione            | Squadra             | Campionato          | Campionato | Campionato | Coppe nazionali | Coppe nazionali | Coppe nazionali | Coppe europee | Coppe europee | Coppe europee | Altre coppe | Altre coppe | Altre coppe | Totale | Totale |
| Stagione            | Squadra             | Comp                | Pres       | Reti       | Comp            | Pres            | Reti            | Comp          | Pres          | Reti          | Comp        | Pres        | Reti        | Pres   | Reti   |
| ------------------- | ------------------- | ------------------- | ---------- | ---------- | --------------- | --------------- | --------------- | ------------- | ------------- | ------------- | ----------- | ----------- | ----------- | ------ | ------ |
| 1993-1994           | Pro Vercelli        | CND                 | 25+1       | 10+1       | CI-Dil.         | 2               | 1               | –             | –             | –             | –           | –           | –           | 27     | 11     |
| 1994-1995           | Pro Vercelli        | C2                  | 28         | 2          | CI-C            | 0               | 0               | –             | –             | –             | –           | –           | –           | 28     | 2      |
| 1995-1996           | Pro Vercelli        | C2                  | 27         | 5          | CI-C            | 0               | 0               | –             | –             | –             | –           | –           | –           | 27     | 5      |
| 1996-1997           | Pro Vercelli        | C2                  | 34         | 14         | CI-C            | 2               | 1               | –             | –             | –             | –           | –           | –           | 36     | 15     |
| Totale Pro Vercelli | Totale Pro Vercelli | Totale Pro Vercelli | 114+1      | 31+1       | -               | 4               | 2               | –             | –             | –             | –           | –           | –           | 119    | 34     |
| lug.-ott. 1997      | Empoli              | A                   | 2          | 0          | CI              | 1               | 0               | –             | –             | –             | –           | –           | –           | 3      | 0      |
| ott. 1997-1998      | Giulianova          | C1                  | 25         | 13         | CI-C            | -               | -               | –             | –             | –             | –           | –           | –           | 25     | 13     |
| lug.-ott. 1998      | Empoli              | A                   | 1          | 0          | CI              | 0               | 0               | –             | –             | –             | –           | –           | –           | 1      | 0      |
| Totale Empoli       | Totale Empoli       | Totale Empoli       | 3          | 0          | -               | 1               | 0               | –             | –             | –             | –           | –           | –           | 4      | 0      |
| ott. 1998-1999      | Reggina             | B                   | 29         | 15         | CI              | -               | -               | –             | –             | –             | –           | –           | –           | 29     | 15     |
| 1999-2000           | Ternana             | B                   | 33         | 10         | CI              | 5               | 4               | –             | –             | –             | –           | –           | –           | 38     | 14     |
| lug.-nov. 2000      | Pescara             | B                   | 3          | 0          | CI              | 2               | 1               | –             | –             | –             | –           | –           | –           | 5      | 1      |
| nov. 2000-2001      | Piacenza            | B                   | 24         | 7          | CI              | 0               | 0               | –             | –             | –             | –           | –           | –           | 24     | 7      |
| 2001-2002           | Pescara             | C1                  | 23         | 4          | CI              | 2               | 0               | –             | –             | –             | -           | -           | -           | 25     | 4      |
| Totale Pescara      | Totale Pescara      | Totale Pescara      | 26         | 4          | -               | 4               | 1               | –             | –             | –             | –           | –           | –           | 30     | 5      |
| 2002-2003           | SPAL                | C1                  | 27         | 9          | CI-C            | 3               | 1               | –             | –             | –             | –           | –           | –           | 30     | 10     |
| 2003-feb. 2004      | Messina             | B                   | 8          | 0          | CI              | 0               | 0               | –             | –             | –             | –           | –           | –           | 8      | 0      |
| feb.-giu. 2004      | SPAL                | C1                  | 12         | 3          | CI-C            | -               | -               | –             | –             | –             | –           | –           | –           | 12     | 3      |
| Totale Spal         | Totale Spal         | Totale Spal         | 39         | 12         | -               | 3               | 1               | –             | –             | –             | –           | –           | –           | 42     | 13     |
| 2004-2005           | Ivrea               | C2                  | 31         | 8          | CI-C            | 8               | 4               | –             | –             | –             | –           | –           | –           | 39     | 12     |
| 2005-2006           | Pro Patria          | C1                  | 27         | 8          | CI CIC          | 1+4             | 0+0             | –             | –             | –             | –           | –           | –           | 32     | 8      |
| 2006-2007           | Pro Patria          | C1                  | 33         | 5          | CI-C            | 3               | 0               | –             | –             | –             | –           | –           | –           | 36     | 5      |
| Totale Pro Patria   | Totale Pro Patria   | Totale Pro Patria   | 60         | 13         | -               | 8               | 0               | –             | –             | –             | –           | –           | –           | 68     | 13     |
| 2007-2008           | Alessandria         | D                   | 29         | 21         | CID             | 2               | 1               | –             | –             | –             | –           | –           | –           | 31     | 22     |
| 2008-2009           | Alessandria         | 2D                  | 28         | 13         | CILP            | 4               | 1               | –             | –             | –             | PO          | 4           | 0           | 36     | 14     |
| 2009-2010           | Alessandria         | 1D                  | 29         | 13         | CI+CILP         | 2+1             | 1+0             | –             | –             | –             | –           | –           | –           | 32     | 14     |
| 2010-2011           | Alessandria         | 1D                  | 29         | 7          | CI              | 2               | 1               | –             | –             | –             | PO          | 1           | 0           | 32     | 8      |
| 2011-2012           | Alessandria         | 2D                  | 29         | 4          | CI              | 2               | 0               | –             | –             | –             | –           | –           | –           | 31     | 4      |
| Totale Alessandria  | Totale Alessandria  | Totale Alessandria  | 144        | 58         | –               | 13              | 4               | –             | –             | –             | –           | 5           | 0           | 162    | 62     |
| 2015-2016           | Ivrea               | 3C                  | 8          | 2          | CI-Dil.         | 2               | 2               | –             | –             | –             | –           | –           | –           | 10     | 4      |
| Totale Ivrea        | Totale Ivrea        | Totale Ivrea        | 39         | 10         | –               | 10              | 6               | –             | –             | –             | –           | -           | -           | 49     | 6      |
| Totale carriera     | Totale carriera     | Totale carriera     | 545        | 174        | -               | 39              | 18              | -             | –             | –             | –           | 5           | 0           | 581    | 192    |

## Palmarès

### Competizioni nazionali
- Scudetto Dilettanti: 1

Pro Vercelli: 1993-1994
- Campionato italiano Serie D: 1

Alessandria: 2007-2008 (girone A)

### Competizioni regionali
- Terza Categoria: 1

Ivrea: 2015-2016
- Coppa Piemonte: 1

Ivrea: 2015-2016